# Ferdinand Buisson
Pour les articles homonymes, voir Buisson.
Ferdinand Buisson, né le 20 décembre 1841 à Paris et mort le 16 février 1932 à Thieuloy-Saint-Antoine, est un philosophe, pédagogue et homme politique français. Il est cofondateur, en 1898, de la Ligue des droits de l'homme, qu'il préside de 1914 à 1926. De 1902 à 1906 il est président de la Ligue de l'enseignement. En 1927, le prix Nobel de la paix lui est attribué conjointement avec l'Allemand Ludwig Quidde.
Il a été directeur de l'enseignement primaire en France de 1879 à 1896. En 1905, il préside la commission parlementaire chargée de mettre en œuvre la loi de séparation des Églises et de l'État. Il est connu pour son combat en faveur d'un enseignement laïque.

## Biographie

### Jeunesse
Ferdinand Buisson est né le 20 décembre 1841 dans une famille protestante. Son père normand, Pierre Buisson, est un juge de paix, puis juge d'instruction qui a épousé à cinquante-deux ans Adèle Aurélie de Ribeaucourt, vingt-neuf ans, fille d'un tisserand picard.
Il fait ses études secondaires à Saint-Étienne et prépare l'entrée à l'École normale supérieure au lycée Condorcet. Il est recalé à l'École normale supérieure, pour raison de santé (surdité), et prépare une licence de philosophie tout en travaillant comme précepteur. Il est classé deuxième à l'agrégation de philosophie en 1868.

### Engagement politique
Figure historique du protestantisme libéral, il s'exile volontairement en Suisse sous le Second Empire, de 1866 à 1870, car il refuse de prêter serment au nouveau pouvoir ; il est professeur à l'Académie de Neuchâtel. En 1867, il suit les trois congrès internationaux de la Ligue de la paix et de la liberté. C'est au dernier congrès à Lausanne, en 1869, qu'il lit un discours. Parallèlement, il tente de mettre en place une Église protestante libérale, faisant appel aux pasteurs Jules Steeg et Félix Pécaut.
Dès l'instauration de la Troisième République, il rentre en France et participe activement aux initiatives politiques et sociales de la municipalité du 17e arrondissement de Paris. En décembre 1870, il prend la direction de l'orphelinat municipal du 17e arrondissement, premier orphelinat laïque, qui deviendra plus tard l'orphelinat de la Seine. Il est inspecteur de l'enseignement primaire de 1872 à 1886.
Refusant d'enseigner la philosophie, car désireux d'œuvrer en faveur des enfants les plus pauvres, il est, grâce à son amitié avec le ministre de l'Instruction publique Jules Simon, nommé à la direction des établissements scolaires parisiens. Une violente campagne, menée tant par le parti catholique que les protestants orthodoxes, contraint Jules Simon à faire marche arrière. Buisson sera chargé de réunir une vaste documentation sur les pratiques pédagogiques dans le monde. Soucieux de l'avenir des enfants de l'orphelinat, il se met en relation avec le philanthrope Joseph Gabriel Prévost et place les enfants dans l'orphelinat de Cempuis que celui-ci a créé. En 1880, Buisson nomme Paul Robin directeur de l'établissement.
De 1879 à 1896, il est appelé par Jules Ferry, successeur de Jules Simon, à la direction de l’Enseignement primaire. En 1890, il devient professeur de pédagogie à la Sorbonne et il est docteur ès Lettres en 1891. En 1896, il est également professeur de Science de l'éducation au sein de cette université. Alors que l'orthographe devient la discipline phare de l'enseignement au cours du XIXe siècle, Jules Ferry et Ferdinand Buisson, qui rénovent ensemble le système éducatif à partir de 1880, s'efforcent d'endiguer cette vague orthographique, en substituant à cet enseignement un enseignement plus vivant et riche du français. Ferdinand Buisson retire aux écoles normales la préparation du brevet élémentaire et tente une réforme de l'orthographe. Il sera immédiatement accusé de faire baisser le niveau en orthographe de la France.
En 1898, jusqu'alors réservé de par ses fonctions, il prend fait et cause pour le capitaine Dreyfus. Il participe alors à la création de la Ligue des droits de l'homme. Il en est le président de 1914 à 1926. Il est franc-maçon,.

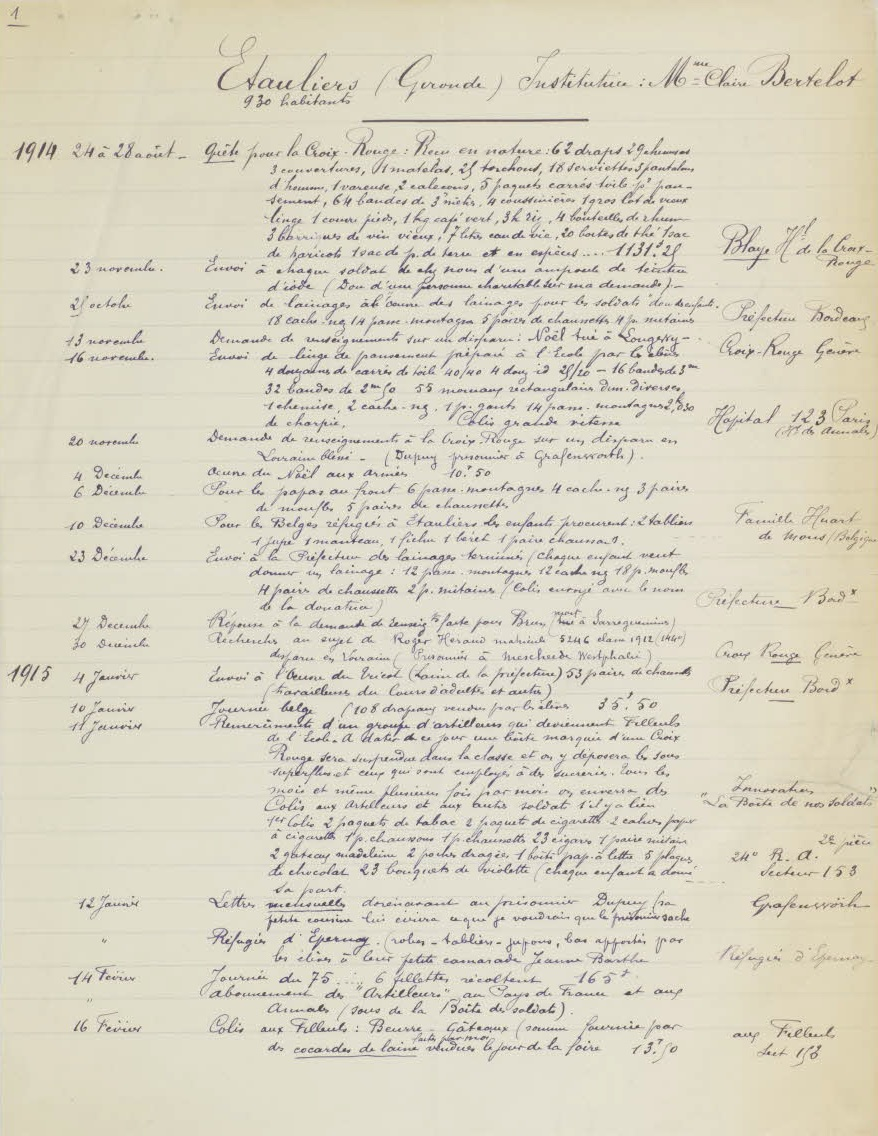
Rapport de Claire Bertelot, institutrice de l’école d’Étauliers, à Ferdinand Buisson, inspecteur général de l’Instruction publique, sur ses activités en 1914-1918. 25 juin 1918. Archives nationales de France.

Député de la Seine de 1902 à 1914, il est en particulier un ardent défenseur de l'enseignement professionnel obligatoire et du droit de vote des femmes. Il préside la Ligue de l'enseignement de 1902 à 1906 et supervise le travail d’écriture et de conception des lois sur la laïcité. En 1905, il est le président de la commission parlementaire qui rédige le texte de la loi de séparation des Églises et de l'État.
En 1914 et pendant la Première Guerre mondiale, Buisson se range parmi les patriotes et défend l'Union sacrée. Il est élu de nouveau député de 1919 à 1924, et œuvre à la réconciliation franco-allemande, surtout après l'occupation de la Ruhr en 1923. Partisan de la première heure de la Société des Nations, il invite des pacifistes allemands à Paris et se rend à Berlin. Il reçoit le prix Nobel de la paix en 1927, colauréat avec le professeur allemand Ludwig Quidde pour ces efforts de rapprochement entre les peuples. Il le dédie aux instituteurs et institutrices de l'école publique.
Ferdinand Buisson meurt le 16 février 1932 à Thieuloy-Saint-Antoine, où il est enterré à côté de son épouse Pauline.

## LeDictionnaire de pédagogie et d'instruction primaire
Ferdinand Buisson est le maître d'œuvre du Dictionnaire de pédagogie et d'instruction primaire, pour la rédaction duquel il s'entoura de plus de 350 collaborateurs, et plus particulièrement de James Guillaume qui en devient le rédacteur en chef. La première édition est publiée par Hachette entre 1882 et 1887. Une nouvelle édition paraît en 1911. Buisson rédige plusieurs articles, notamment Laïcité, Intuition et Prière. Son dictionnaire est considéré comme la « bible » de l’école laïque et républicaine, et introduit ce que certains perçoivent comme le concept d'une religion laïque de remplacement, alors que, pour Buisson, il y va de ce qui est la seule chose à retenir du religieux, la conscience morale. Il est également l’auteur de nombreux ouvrages.

## Publications
- Le Christianisme libéral, Cherbuliez, Paris, 1865
- De l'enseignement de l'histoire sainte dans les écoles primaires, 1869
- Sébastien Castellion, sa vie, son œuvre, Hachette, Paris, 1892, 2 tomes [(fr) lire en ligne], prix Marcelin Guérin de l’Académie française
- La Religion, la Morale et la Science, quatre conférences. Fischbacher, Paris, 1900
- Libre Pensée et protestantisme libéral, quatre lettres au Protestant et réponses de Charles Wagner. Fischbacher, Paris, 1903, rééd.Théolib, 2009  (ISBN 978-2-36500-021-5)
- Condorcet. Réédition : Alcan, Paris, 1929
- Dictionnaire de pédagogie et d'instruction primaire (1887) Alcan, Paris, 1929.
- Nouveau dictionnaire de pédagogie et d'instruction primaire , Paris, Hachette, 1911, [(fr) lire en ligne] sur site www.inrp.fr.
- Éducation et République. Choix de 111 textes, effectué par Pierre Hayat, avec des notes et une présentation, aux éditions Kimé, Paris, 2003  (ISBN 2-84174-293-8)
- La Politique radicale, 1908
- Le Vote des femmes, Paris, H. Dunod et E. Pinat, 1911
- L'avenir du sentiment religieux (1914), Fischbacher, 1923
- Le Fonds religieux de la morale laïque, in Revue pédagogique
- Sommes-nous tous des libres croyants ? Libre pensée et protestantisme libéral, Éditions Le Foyer de l'Âme/Église réformée de la Bastille, 1992 (coauteur : le pasteur Charles Wagner)
- Souvenirs, Fischbacher, 1916) ;
- L'École et la nation en France, L'Année pédagogique, 1913
- Conférence sur l'enseignement intuitif[17] (31 août 1878), publiée dans Les Conférences pédagogiques faites aux instituteurs délégués à l'Exposition universelle de 1878[18].

## Hommages et distinctions
- 1892 : prix Marcelin Guérin de l’Académie française
- 1924 :  Grand officier de la Légion d'honneur[19]
- 1927 : prix Nobel de la paix
- Une centaine d'établissements scolaires[20] et plusieurs voies publiques portent son nom, par exemple l'avenue Ferdinand-Buisson à Paris.